# Bryum fuscescens
Bryum fuscescens är en bladmossart som beskrevs av Rota in De Notaris 1869. Bryum fuscescens ingår i släktet bryummossor, och familjen Bryaceae. Inga underarter finns listade i Catalogue of Life.